# Våxtorps landskommun
Våxtorps landskommun var en tidigare kommun i  Hallands län.

## Administrativ historik
När 1862 års kommunalförordningar började gälla inrättades över hela landet cirka 2 400 landskommuner, de flesta bestående av en socken. Därutöver fanns 89 städer och 8 köpingar, som då blev egna kommuner.
Denna kommun bildades i Våxtorps socken i Höks härad i Halland. 
Kommunreformen 1952 påverkade inte Våxtorp, som kvarstod som egen kommun fram till och 1971 då den gick upp i Laholms kommun.
Kommunkoden 1952-1970 var 1302.

### Kyrklig tillhörighet
I kyrkligt hänseende tillhörde kommunen Våxtorps församling.

## Kommunvapen
Blasonering: I blått fält en liggande svan ovanför två strängar i stammen, allt av silver. 
Initiativet till kommunvapnet togs av Våxtorps hembygdsförening, som även utarbetade ett förslag. Det godkändes av kommunfullmäktige och översändes 15 juli 1967 till riksarkivets heraldiska sektion för yttrande. Förslaget godkändes i princip, med undantag att en symbol för Hallandsåsen plockades bort. Svanen är hämtad från släkten Laxmands vapensköld; denna släkt innehade under medeltiden Vallens säteri, men är även tänkt att erinra om det bestånd av svanar som finns i kommunen. De två strängarna syftar på Smedjeån och Stensån. Det slutgiltiga förslaget godkändes i kommunalfullmäktige 31 oktober 1967. Kommunvapnet fastställdes av Kungl. Maj:t 29 mars 1968.

## Geografi
Våxtorps landskommun omfattade den 1 januari 1952 en areal av 139,88 km², varav 137,34 km² land.

### Tätorter i kommunen 1960
I Våxtorps landskommun fanns tätorten Våxtorp, som hade 427 invånare den 1 november 1960. Tätortsgraden i kommunen var då 18,1 procent.

## Politik

### Mandatfördelning i valen 1938-1966
| 6 | 2 | 17 |

| 25 |

| 7 | 5 | 13 |

| 25 |

| 7 | 2 | 16 |

| 25 |

| 7 |  | 15 | 2 |

| 24 |

| 7 | 5 | 13 |

| 22 |

| 5 | 8 | 12 |

| 22 |

| 5 | 4 | 16 |

| 21 | 4 |

| 4 | 3 | 16 | 2 |

| 22 |